# Internierungslager Ferramonti di Tarsia

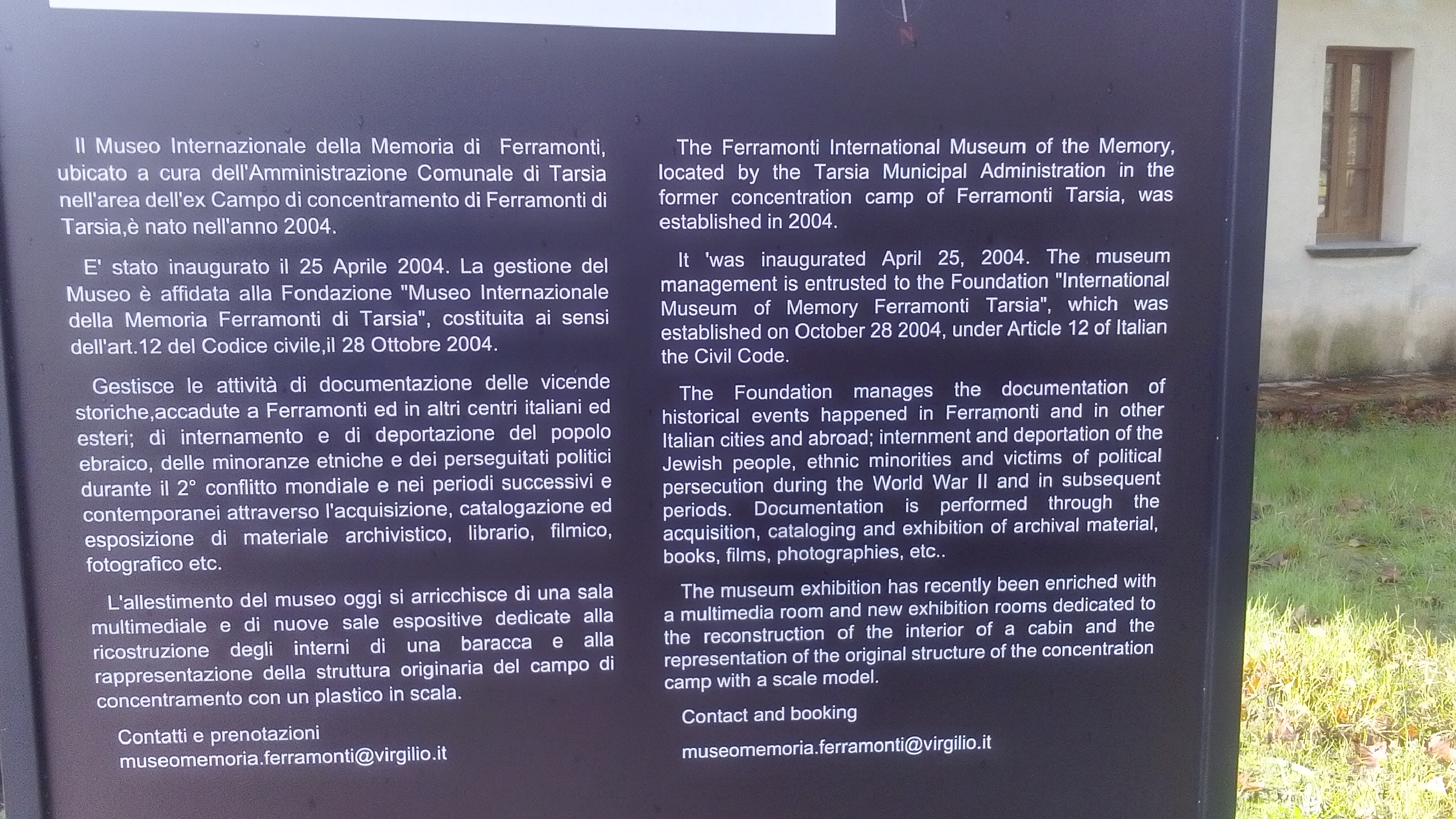
Gedenktafel beim Museum

Das Internierungslager Ferramonti di Tarsia war ein italienisches Zivilinternierungslager (campo di concentramento) in der Provinz Cosenza in Süditalien. Es wurde im Juni 1940 eröffnet und im September 1943 von britischen Truppen befreit.

## Geschichte

### 1940–1943
Nach dem Kriegseintritt Italiens im Juni 1940 errichtete das faschistische Regime in einer malariaverseuchten Gegend, 35 km von Cosenza entfernt und auf dem Gemeindegebiet von Tarsia, das größte Internierungslager (campo di concentramento) für jüdische Internierte. Auf einer Gesamtfläche von 16 Hektar wurden Baracken errichtet, in welchen jeden Tag durchschnittlich 900 Insassen hausten. Im Juli 1940 befanden sich lediglich 100 italienische Juden aus Norditalien in Ferramonti di Tarsia. Die Zahl der Internierten nahm jedoch rasch zu und erreichte ihren Höchststand im August 1943 mit 2016 Internierten, wovon 75 % jüdischer Herkunft waren. Die Ankunft erfolgte meist gruppenweise: z. B. 494 Emigranten, die den Untergang des Flüchtlingsschiffs Pentcho (1940) überlebt hatten und zunächst im KZ Rhodos interniert waren (1942), 156 von Ljubljana herkommende Juden aus deutsch besetzten Gebieten (1941), 194 Juden aus einem Lager in Albanien (1941), einige Hundert Internierte aus anderen Lagern (1942–1943). Nach Ferramonti wurden aber auch nichtjüdische Internierte überstellt: Griechen, Chinesen, Jugoslawen und Franzosen aus Korsika sowie italienische Antifaschisten.
Die Lagerleitung war jüdischen Internierten gegenüber, die auch von der Hilfsorganisation DELASEM (Delegazione per l’Assistenza degli Emigranti Ebrei) unterstützt wurden, im Allgemeinen relativ wohlwollend eingestellt. Es entstanden Kantinen, eine Bibliothek, ein Ambulatorium und drei Synagogen in eigens dafür zur Verfügung gestellten Räumen. Die Kinder erhielten Schulunterricht. Auch die lokale Bevölkerung unterstützte die Lagerinsassen.
Die kriegsbedingten Versorgungsengpässe und die Lebensmittelrationierung machten den Insassen zunehmend zu schaffen; im Winter 1942/43 mussten sie hungern.
|           | Juli 1940 | September 1940 | März 1941 | Juni 1942 | März 1943 | August 1943 |
| Gefangene | 100       | 700            | 1.000     | 1.621     | 1.668     | 2.016       |

### Von 1943 bis Kriegsende
Im September 1943 wurde Ferramonti di Tarsia von der VIII. Britischen Armee befreit, die sofort ein Lager für displaced persons eröffnete. Am 1. Oktober 1943 wurden 1854 Personen in dem Lager, von denen drei Viertel Juden gewesen sein müssen, versorgt. Im April 1944 waren noch 930 und bei Kriegsende noch 213 Personen im Lager. Die offizielle Schließung erfolgte am 6. September 1945.